# Elwira Kamińska
Elwira Kamińska (ur. 9 grudnia 1912 w Warszawie, zm. 30 czerwca 1983) – choreografka, pedagożka, współtwórczyni Państwowego Zespołu Pieśni i Tańca „Śląsk”. 

## Życiorys
Całe swe życie związała z muzyką i tańcem. Przygotowanie choreograficzne zdobyła w krakowskiej Akademii Muzycznej oraz na Węgrzech w budapeszteńskim konserwatorium. W Bielsku w 1939 zaczęła prowadzić szkołę baletową i ognisko taneczne oraz współpracowała z teatrem. Szkołę prowadziła później w latach 1945–1947. W Katowicach, dokąd przeniosła się, założyła zespół baletowy. Od stycznia 1953 roku współpracowała ze Stanisławem Hadyną, uczestnicząc w tworzeniu Zespołu „Śląsk”. Premierowe przedstawienie pierwszego programu Zespołu miało miejsce 16 października 1954 roku w Teatrze Śląskim w Katowicach. Na przełomie lat pięćdziesiątych i sześćdziesiątych XX wieku zrealizowała kontrakt artystyczny z zespołem pieśni i tańca „Mazowsze”, tworząc dla niego nowy układ ruchu scenicznego i tańca.

## Życie prywatne
Jej matka była Węgierką, a ojciec – Władysław Czech – skrzypkiem, zaprzyjaźnionym z Kornelem Makuszyńskim. Przed II wojną światową Elwira w Bielsku wyszła za mąż za przyszłego dyrektora Filharmonii Śląskiej – Władysława Kamińskiego. W 1942 roku urodziła się córka Małgorzata.
Elwira Kamińska zmarła 30 czerwca 1983 roku. Spoczywa na cmentarzu przy ulicy Francuskiej w Katowicach.